# NGC 1283
NGC 1283 is een elliptisch sterrenstelsel in het sterrenbeeld Perseus. Het hemelobject werd op 23 oktober 1884 ontdekt door de Franse astronoom Guillaume Bigourdan.

## Synoniemen
- PGC 12478
- UGC 2676
- MCG 7-7-69
- ZWG 540.110